# Wilhelm Schumann (Politiker, 1795)
Wilhelm Schumann (* 31. August 1795 in Rhoden; † 18. November 1877 in Arolsen) war ein deutscher Jurist und Politiker.

## Leben
Schumann war der Sohn des Bäckermeisters und Bürgermeisters Johann Jakob Schumann (1749–1801) und dessen Ehefrau Susanne Catharina, geborene Fischer (1759–1829). Er heiratete am 14. Juni 1829 in Arolsen Emma Mathilde Frensdorff (1805–1852).
Er machte zwei Jahre eine praktische Ausbildung in Rechtsgeschäften und wurde 1819 bis 1926 Amtsschreiber in Landau. Gleichzeitig oder nachher studierte er Rechtswissenschaften in Göttingen. 1927 wurde er Advokat und Regierungsprokurator in Arolsen. 1831 wurde er Sekretär und 1835 Rat und Oberrentereibeamter in Alt-Wildungen. 1850 bis 1869 war er Kreisrat im Kreis der Twiste.
Von 1855 bis 1859 war er Abgeordneter im Landtag des Fürstentums Waldeck-Pyrmont. Er wurde im Wahlkreis Kreis der Eder gewählt. In den Jahren 1859 bis 1869 war er erneut Abgeordneter, diesmal für den Wahlkreis Kreis der Twiste. Zwischen 1856 und 1858 war er stellvertretender Landtagspräsident, von 1862 bis 1863 sowie im Jahr 1867 stand er dem Landtag als Präsident vor.